# Leopold Infeld
Leopold Infeld, född 30 augusti 1898 i Kraków, död 15 januari 1968 i Warszawa, var en polsk vetenskapsman. Han doktorerade vid Jagellonska universitetet 1921 och arbetade som docent vid universitet i Lwow mellan 1930 och 1933. Han var intresserad av relativitetsteorin och arbetade tillsammans med Albert Einstein vid Princetonuniversitetet under åren 1936–1938. Under den tiden utvecklade de tillsammans ekvationen för stjärnornas rörelse. 1939–1950 arbetade han som professor vid universitetet i Toronto i Kanada.
Leopold Infeld blev liksom Einstein fredsaktivist efter användandet av atomvapen under slutet av andra världskriget. Han blev på grund av detta orättvist anklagad för att ha kommunistsympatier. Han lämnade Kanada 1950 och flyttade tillbaks till Polen för att hjälpa till att bygga upp vad som förstörts under andra världskriget. Den kanadensiska regeringen fruktade att han som arbetade i en kommunistisk stat skulle förråda hemligheter om atomvapen. Han betraktades allmänt som en förrädare och berövades därför sitt kanadensiska medborgarskap och fick begära avsked från universitet i Toronto eftersom han inte beviljades ledighet från sin tjänst. Han arbetade aldrig med utveckling av atomvapen utan med relativitetsteorin som inte har någon direkt koppling till atomvapen. I Polen blev han professor vid universitetet i Warszawa, en tjänst han bibehöll till sin död.
Han skrev självbiografin Quest: An Autobiography (1941), som tilldelades Anisfield-Wolf Book Award. Han är också författare till en biografi över Évariste Galois, Whom the Gods Love: The Story of Evariste Galois (1948).

## Eftermäle
1995 ångrade sig universitet i Toronto och han fick postumt titel professor emeritus.
Han var den ende av de elva som skrivit under Russell-Einsteinmanifestet som inte fick nobelpris. Tillsammans med Einstein skrev han "The Evolution of Physics", en mycket läst bok om teoretisk fysik.  